# Clytus viridescens
Clytus viridescens là một loài bọ cánh cứng trong họ Cerambycidae.